# Cotinis nitida
Cotinis nitida, hay còn gọi là bọ lục là một loài bọ cánh cứng trong họ Scarabaeidae. Nó có mặt ở phần phía đông nam Hoa Kỳ. Nó không dễ được phân biệt với các loài có quan hệ ở tây nam, Cotinis mutabilis.